# Cyrille Duquet
Pour les articles homonymes, voir Duquet.
Cyrille Duquet, surnommé Le magicien de la Rue Saint-Jean, est né le 31 mars 1841 et mort le 1er décembre 1922 à Québec, est un orfèvre, flûtiste, homme politique et inventeur québécois.
Fils de Joseph Duquet, journalier, et de Madeleine Therrien (Terrien). Sa famille, originaire de Saint-Charles-de-Bellechasse, s'installe à Québec au début du XIXe siècle. 
Le 22 février 1865, il épousa à Québec Adélaïde Saint-Laurent, fille de Jean-Baptiste Saint-Laurent et d’Adélaïde Gazzo (Gazeau), et ils eurent 16 enfants dont 12 filles.

## Biographie
Duquet réalise ses études primaires chez les Frères des écoles chrétiennes dans le faubourg Saint-Jean-Baptiste. Il s'intéresse d'abord à la peinture mais sera dissuadé par le peintre Théophile Hamel qui le réorientera vers l'horlogerie En juin 1854, à l'âge de treize ans, il devient apprenti chez l'orfèvre Joseph-Prudent Gendron de la rue Saint-Jean à Québec. Son apprentissage dure sept ans. 
En 1862, il ouvre son propre atelier d'assemblage d'horloges et de fabrication de bijoux, dans le local où il a fait son apprentissage. Son maître ayant abandonné la profession. Il partage pendant un certain temps ses locaux avec Simon Levy, vendeur en horlogerie et bijouterie. Duquet s'établit rapidement une réputation enviable à Québec. À tel point que quelques années plus tard, il établit un second magasin dans le quartier Saint-Roch, toujours à Québec. Les vitrines de ses établissements lui servent à exposer ses œuvres. Ses montres, entre autres, attirent l'attention du public.  
Malgré son intérêt pour l'électricité, il n'en délaisse pas pour autant le domaine de l'orfèvrerie. En 1866, une perle exceptionnelle découverte dans la rivière du Sud, près de Saint-François, l'incite à réaliser une broche qu'il présente à l'exposition universelle de Paris en 1867. Cette participation mérite une reconnaissance internationale aux perles canadiennes qui, jusque là, étaient méconnues.
Acculé à la faillite en 1896, il parvient, la même année, à s'entendre avec ses créanciers et à reprendre possession de ses biens.

### Inventeur et visionnaire
Dès sa formation, Duquet démontre un intérêt marqué pour la science (astronomie, chimie, physique, géologie et minéralogie) et invente toutes sortes d'instruments. Très attentif aux progrès scientifiques de son époque, Cyrille Duquet s'ingénie à appliquer ces nouveaux principes à son orfèvrerie.   
Parmi ses réalisations majeures, il faut signaler l'invention en 1865 d'un moteur miniature à vapeur, construit en acier et cuivre, qui mesurait 41 centimètres et développait suffisamment d'énergie pour actionner un petit tour. Cette véritable pièce d'art mécanique, admirée de tous pendant trois ans dans sa vitrine, sera acquise par le collège de Sainte-Anne-de-la-Pocatière où elle se trouve toujours. Entre-temps, il met au point une horloge «futuriste» qui fait fureur lors d'une exposition tenue à Montréal en 1866. La grande innovation réside dans le mécanisme que son auteur a su habilement dissimuler derrière les aiguilles.  
Malgré son intérêt pour l'électricité, il n'en délaisse pas pour autant le domaine de l'orfèvrerie. En 1866, une perle exceptionnelle découverte dans la rivière du Sud, près de Saint-François, l'incite à réaliser une broche qu'il présente à l'exposition universelle de Paris en 1867. Cette participation mérite une reconnaissance internationale aux perles canadiennes qui, jusque là, étaient méconnues.  
En 1868–1869, en compagnie du docteur Hubert Larue, professeur à l'Université Laval, son intérêt se porte vers l'électricité. Il découvre en 1867 un procédé électro-magnétique pour séparer le sable de l'oxyde de fer. Cette invention connaîtra plusieurs applications industrielles ultérieures, notamment dans l'exploitation des sables ferrugineux sur la côte nord du fleuve Saint-Laurent.   
En 1870, il invente un garde indicateur, appelé aussi chronomètre (l'ancêtre de l'horloge à poinçon). Cet instrument permet de contrôler l'heure exacte du passage des gardiens de télégraphes d'alarme aux divers points de leur ronde de surveillance. Le brevet de cette invention fut acheté l'année même par la New Haven Clock Compagny du Connecticut. Cet appareil est encore en usage partout aujourd'hui.   
En 1872, il réussit à électrifier le mouvement des horloges pour les tours et les clochers. Aussi s'empresse-t- il d'offrir ses services aux fabriques et aux institutions de la province. Aujourd'hui encore, certains édifices publics possèdent de telles horloges: l'Hôtel de ville, le Parlement de Québec et l'église St. Matthew's.  
C'est toutefois par ses innovations dans le domaine de la téléphonie que l'inventeur se rend célèbre. À peu près en même temps que Graham Bell (avec qui il établit une correspondance), il mit au point un appareil téléphonique reliant sa maison et sa boutique. Il élabore des procédés pour améliorer la transmission du son, mais surtout, un combiné sur lequel se trouvent l'émetteur et le récepteur. Il met ensuite en place plusieurs lignes téléphoniques. Il en dota bientôt la ville de Québec, qui fut l'une des toutes premières du monde à bénéficier de cette invention révolutionnaire. D'autres améliorations permettent à son appareil de relier des distances aussi éloignées que Montréal et Québec, ouvrant des perspectives insoupçonnées à cette invention.  
Reconnaissant la valeur et l'originalité de ces travaux, le gouvernement canadien lui octroie un brevet le 1er février 1878. Entre-temps, le père du célèbre inventeur Bell, responsable des intérêts canadiens de son fils, depuis peu installé à Boston, offre à Duquet de lui céder les droits sur le téléphone en sol canadien, moyennant la somme de 20 000 dollars. Incapable de réunir cette somme colossale pour l'époque, Duquet se résout à abandonner ses intérêts à la Canadian Telephone Company en 1882. Le montant exact de la transaction demeure inconnu. 
Lorsqu'il voulut racheter les droits de Bell. Il se vit refuser le montant de 100 000 $ nécessaire, ses banquiers estimant cette invention sans avenir. C'est cependant à lui que revient la paternité  du combiné téléphonique breveté le 1er février 1878. 
Quelque temps après, Charles Fleetford Sise, vice-président de la Canadian Telephone Company, le met en demeure, car il croit que Cyrille Duquet a plagié Bell. M. Duquet s'en tire avec des dommages et intérêts de l'ordre de 10 $ et vend son invention pour la somme de 2 100 $ à condition de renoncer à tout projet dans le monde de la téléphonie. Cet épisode met un terme à la carrière d'inventeur de Cyrille Duquet.

### Politicien
À l'approche de la quarantaine et jouissant d'une notoriété enviable, ses concitoyens l'invitent à les représenter à l'échelon municipal. Élu conseiller sans difficulté en 1883 dans le quartier Saint-Louis, il s'intègre à l'équipe constituée autour du maire François Langelier et y demeure de 1884 à 1890.
C’est une époque de renouveau pour la ville de Québec. Des trottoirs sont aménagés ou réparés, la rue Saint-Jean est élargie, le parc Victoria est créé, Saint-Sauveur est annexé et l'ancien terrain des Jésuites est acquis pour la construction de l'hôtel de ville actuel. Le réseau d’aqueduc est modifié et élargi par l’entrepreneur Horace Jansen Beemer. De 1886 à 1889, c'est également l'époque où l’électricité remplace le gaz pour l’éclairage des rues. Duquet adore ce genre de défi et c’est dans le dossier de l’électricité qu’il sera le plus actif.
En 1890, Cyrille Duquet a l’intention de s’installer au-dessus du nouveau magasin qu’il fait construire rue Saint-Jean, au bas de la rue de la Fabrique, sur l’emplacement de son premier magasin. Il vend alors sa maison située au 153 de la rue Grande Allée à John Breakey. Cette maison sera démolie pour faire place à l'hôtel Le Concorde en 1974. 
En 1900, après dix ans d'absence, Duquet retrouve son siège de conseiller et le conserve jusqu'en 1908, année du tricentenaire de la fondation de Québec. Durant ce mandat, il devient échevin du quartier du Palais. Cette fois, il siège avec Simon-Napoléon Parent, qui est à la fois maire de la ville et premier ministre de la province.  

### Musicien
La musique passionne également cet esprit inventif. Flûtiste dans le célèbre Septuor Haydn (ensemble musical virtuose de Québec), il met sur pied une compagnie spécialisée dans la réparation d'instruments musicaux. Dès 1870, le Séminaire de Québec lui confie l'entretien et la réparation des instruments de l'institution. Son intérêt pour ce domaine le pousse à acquérir en 1877, une année seulement après son invention par Thomas Edison, le premier phonographe de la ville. Suivant une tradition désormais établie, il l'installe dans sa vitrine au grand ravissement du public.

## Décès
Il est mort à Québec, le 1er décembre 1922 à l'âge de 81 ans. Il fut inhumé au cimetière Notre-Dame-de-Belmont. Son fils, Georges-Henry Duquet a réalisé un médaillon pour son monument funéraire.

## Postériorité
À sa mort, ses garçons Georges-Henri et Arthur Duquet héritent de l'entreprise. Incapables de surmonter la crise qui frappe durement la ville à compter de 1930, ils se voient dans l'obligation de liquider par encan l'essentiel des biens accumulés depuis plus d'un demi-siècle.
Avec la fermeture de la bijouterie Duquet prenait fin la longue tradition édifiée par celui que l'on considère, à juste titre, comme le dernier grand orfèvre et horloger québécois.
Les horloges principales de l'Assemblée nationale du Québec portent sa griffe. Celle de la bibliothèque Saint-Jean-Baptiste est aussi de sa création, de même que celle aux douanes et à l’église St Matthew. Un édifice gouvernemental, situé sur le boulevard Charest à Québec, a été nommé en son honneur, et une des rues de Québec porte son nom.

## Hommages
La rue Cyrille-Duquet a été nommée en son honneur, en 2006, dans la ville de Québec. 